# Eubacterium tortuosum
Eubacterium tortuosum è una specie di batterio appartenente alla famiglia delle Eubacteriaceae.